# Sankt Hubertusorden

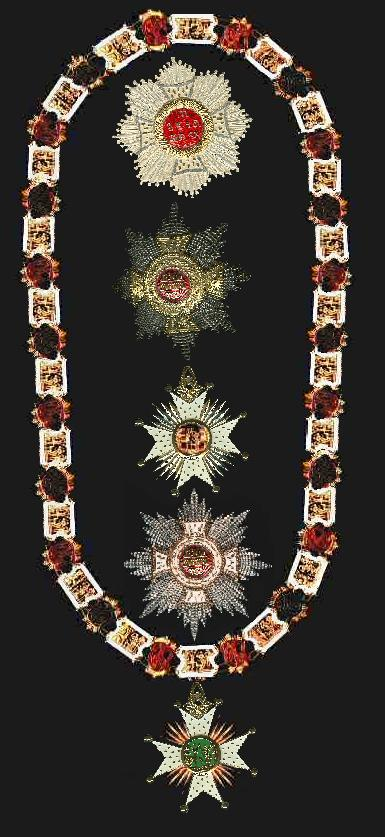
Stormästarens kedja, samt exemplar av riddarkorset.

Sankt Hubertusorden var den äldsta och förnämsta av de bayerska ordnarna, instiftad den 3 november 1444 (Hubertusdagen) av hertig Gerhard V av Jülich och Berg, förnyad 1708 av kurfurst Johan Wilhelm av Pfalz-Neuburg och 1808 av kung Maximilian I Josef av Bayern. Orden bestod av en klass och räknade endast 12 riddare samt en storkommendör. Dekorationen utgjordes av ett vitemaljerat guldkors med åtta spetsar och gyllene kulor; i korsets vinklar fanns gyllene strålar och över korset en krona. På framsidan var den helige Hubertus omvändelse avbildad, med omskriften, In traw vast ("fast i tro"). Tecknet bars i ett högrött band med gröna kanter, vid galatillfällen i en guldkedja av 42 länkar. Riddarna bar på bröstet dessutom en silverstjärna med strålar. Orden utdelas fortfarande som så kallad husorden till medlemmar av huset Wittelsbach.